# Стопор рулей
Стопор руля (в авиации) —  устройство для стояночной фиксации положения управляющих поверхностей (рулей) и деталей систем управления ими. Используется на земле, при стоянке летательного аппарата, для исключения самопроизвольных перемещений рулей от ветра и предотвращения ненужного износа кинематики ("разбалтывания") либо поломок. На самолётах с необратимым бустерным управлением стопор может не устанавливаться, так как при отсутствии давления в гидросистеме управляющие поверхности под своим весом проседают до упора штоков гидроусилителей и остаются в таком положении. Ввиду конструктивной особенности гидропривода рули мало подвержены самопроизвольному перемещению.
На вертолётах с целью исключения самопроизвольного вращения несущего винта при непогоде применяется тормоз винта - механизм обычно фрикционного типа, также лопасти винта швартуются к фюзеляжу фалами (верёвками).
Ранее в авиации для фиксирования рулей на стоянке применялись внешние механические стопоры - струбцины.
Всё время нахождения самолёта на земле система управления должна быть всегда застопорена, кроме случаев проверок и технических работ, непосредственно связанных с системой управления самолётом. Обслуживание подвижных элементов системы управления как внутри, так и снаружи самолёта считается работами с повышенной опасностью, требующих соблюдения ряда определённых правил - по незнанию либо неосторожности можно легко как повредить самолёт, так и получить травму.

## Описание системы (как вариант)
Одновременно система стопорения блокирует рычаги запуска двигателей  в   положении   «Останов», исключая возможность запуска двигателей и взлёт самолёта с застопоренными   рулями. Руль направления и элероны стопорятся в нейтральном положении, а руль высоты - отклоненный в крайнее нижнее    положение, чем исключается возможность самопроизвольного  стопорения его в полёте при отказе  механизма  стопорения  или  при небрежном пользовании механизмом.
Механизм стопорения руля высоты расположен на   левом (от   оси   самолета) кронштейне  навески  карданного  вала,  то есть на стабилизаторе,  руля  направления  —  на кронштейне,  закрепленном  внизу  заднего  лонжерона  киля,  элеронов  —  на  кронштейне переднего лонжерона центроплана слева. В  левом  пульте  установлено  блокировочное  устройство,  исключающее  запуск двигателей  при  застопоренных  рулях  и  застопоривание  рулей  при  запущенных  (хотя  бы одном)  двигателях.